# Esola bulbifera
Esola bulbifera är en kräftdjursart som först beskrevs av Norman 1911.  Esola bulbifera ingår i släktet Esola, och familjen Laophontidae. Arten är reproducerande i Sverige.